# Sci nautico agli XI Giochi sudamericani - Salto maschile
Il concorso dei salto maschile ai XI Giochi sudamericani si è svolto il 1º giugno 2018 e vi hanno preso parte 9 atleti.

## Medaglie
| Posizione | Atleti          | Paese |
| --------- | --------------- | ----- |
| Oro       | Rodrigo Miranda | Cile  |
| Argento   | Felipe Miranda  | Cile  |
| Bronzo    | Rafael de Osma  | Perù  |

## Risultati

### Finale
| Pos. | Atleta                  | Nazionalità | Metri |
| ---- | ----------------------- | ----------- | ----- |
|      | Rodrigo Miranda         | Cile        | 57    |
|      | Felipe Miranda          | Cile        | 55    |
|      | Rafael de Osma          | Perù        | 48    |
| 4    | Tobias Giorgis          | Argentina   | 47    |
| 4    | Roberto Linares Alvarez | Colombia    | 47    |
| 6    | Jose Luis Tejada Cavero | Perù        | 42    |